# E-Prix de París de 2016
El París ePrix de 2016, oficialmente 2015-16 FIA Fórmula E Visa Paris ePrix, es una carrera de monoplazas eléctricos del campeonato de la FIA de Fórmula E que tuvo lugar el 23 de abril de 2016 en el Circuito callejero de París, Francia. Es la primera vez que este campeonato llega a Francia.

## Entrenamientos libres

### Primeros libres
| Pos. | Nº | Piloto                 | Equipo           | Tiempo   | Diferencia | Vueltas |
| ---- | -- | ---------------------- | ---------------- | -------- | ---------- | ------- |
| 1    | 9  | Sébastien Buemi        | Renault e.Dams   | 1:02.841 | -          | 26      |
| 2    | 11 | Lucas di Grassi        | Audi Sport ABT   | 1:02.981 | +0.140     | 26      |
| 3    | 4  | Stéphane Sarrazin      | Venturi          | 1:03.032 | +0.191     | 24      |
| 4    | 2  | Sam Bird               | DS Virgin Racing | 1:03.099 | +0.258     | 28      |
| 5    | 12 | Mike Conway            | Venturi          | 1:03.228 | +0.387     | 24      |
| 6    | 6  | Loïc Duval             | Dragon Racing    | 1:03.365 | +0.524     | 21      |
| 7    | 66 | Daniel Abt             | Audi Sport ABT   | 1:03.474 | +0.633     | 25      |
| 8    | 21 | Bruno Senna            | Mahindra Racing  | 1:03.570 | +0.729     | 32      |
| 9    | 23 | Nick Heidfeld          | Mahindra Racing  | 1:03.611 | +0.770     | 25      |
| 10   | 1  | Nelson Piquet, Jr.     | NEXTEV TCR       | 1:03.618 | +0.777     | 28      |
| 11   | 25 | Jean-Éric Vergne       | DS Virgin Racing | 1:03.640 | +0.799     | 24      |
| 12   | 27 | Robin Frijns           | Andretti         | 1:03.682 | +0.841     | 22      |
| 13   | 55 | António Félix da Costa | Team Aguri       | 1:03.734 | +0.893     | 17      |
| 14   | 28 | Simona de Silvestro    | Andretti         | 1:03.789 | +0.948     | 27      |
| 15   | 8  | Nicolas Prost          | Renault e.Dams   | 1:03.855 | +1.014     | 28      |
| 16   | 88 | Oliver Turvey          | NEXTEV TCR       | 1:03.903 | +1.062     | 31      |
| 17   | 77 | Ma Qing Hua            | Team Aguri       | 1:05.932 | +3.091     | 13      |
| 18   | 7  | Jérôme d'Ambrosio      | Dragon Racing    | 1:07.352 | +4.511     | 14      |

### Segundos libres
| Pos. | Nº | Piloto                 | Equipo           | Tiempo   | Diferencia | Vueltas |
| ---- | -- | ---------------------- | ---------------- | -------- | ---------- | ------- |
| 1    | 12 | Mike Conway            | Venturi          | 1:01.386 | -          | 23      |
| 2    | 25 | Jean-Éric Vergne       | DS Virgin Racing | 1:01.396 | +0.010     | 21      |
| 3    | 2  | Sam Bird               | DS Virgin Racing | 1:01.587 | +0.201     | 14      |
| 4    | 11 | Lucas di Grassi        | Audi Sport ABT   | 1:01.621 | +0.235     | 20      |
| 5    | 4  | Stéphane Sarrazin      | Venturi          | 1:01.715 | +0.329     | 20      |
| 6    | 21 | Bruno Senna            | Mahindra Racing  | 1:01.841 | +0.455     | 17      |
| 7    | 55 | António Félix da Costa | Team Aguri       | 1:01.924 | +0.538     | 18      |
| 8    | 8  | Nicolas Prost          | Renault e.Dams   | 1:01.994 | +0.608     | 20      |
| 9    | 27 | Robin Frijns           | Andretti         | 1:02.038 | +0.652     | 13      |
| 10   | 66 | Daniel Abt             | Audi Sport ABT   | 1:02.143 | +0.757     | 20      |
| 11   | 28 | Simona de Silvestro    | Andretti         | 1:02.183 | +0.797     | 16      |
| 12   | 6  | Loïc Duval             | Dragon Racing    | 1:02.203 | +0.817     | 22      |
| 13   | 9  | Sébastien Buemi        | Renault e.Dams   | 1:02.258 | +0.872     | 21      |
| 14   | 1  | Nelson Piquet, Jr.     | NEXTEV TCR       | 1:02.275 | +0.889     | 20      |
| 15   | 23 | Nick Heidfeld          | Mahindra Racing  | 1:02.481 | +1.095     | 12      |
| 16   | 7  | Jérôme d'Ambrosio      | Dragon Racing    | 1:02.737 | +1.351     | 24      |
| 17   | 88 | Oliver Turvey          | NEXTEV TCR       | 1:03.267 | +1.881     | 24      |
| 18   | 77 | Ma Qing Hua            | Team Aguri       | 1:03.407 | +2.021     | 24      |

## Clasificación

### Resultados
| Pos. | Nº | Piloto                 | Equipo           | Tiempo   | Diferencia | P. |
| ---- | -- | ---------------------- | ---------------- | -------- | ---------- | -- |
| 1    | 2  | Sam Bird               | DS Virgin Racing | 1:01.514 | -          | ?* |
| 2    | 25 | Jean-Éric Vergne       | DS Virgin Racing | 1:01.770 | +0.256     | ?* |
| 3    | 4  | Stéphane Sarrazin      | Venturi          | 1:02.148 | +0.634     | ?* |
| 4    | 11 | Lucas di Grassi        | Audi Sport ABT   | 1:02.249 | +0.735     | ?* |
| 5    | 8  | Nicolas Prost          | Renault e.Dams   | 1:02.339 | +0.825     | ?* |
| 6    | 27 | Robin Frijns           | Andretti         | 1:02.405 | +0.891     | 6  |
| 7    | 88 | Oliver Turvey          | NEXTEV TCR       | 1:02.492 | +0.978     | 7  |
| 8    | 9  | Sébastien Buemi        | Renault e.Dams   | 1:02.661 | +1.147     | 8  |
| 9    | 1  | Nelson Piquet, Jr.     | NEXTEV TCR       | 1:02.685 | +1.171     | 9  |
| 10   | 55 | António Félix da Costa | Team Aguri       | 1:02.747 | +1.233     | 10 |
| 11   | 7  | Jérôme d'Ambrosio      | Dragon Racing    | 1:02.797 | +1.283     | 11 |
| 12   | 28 | Simona de Silvestro    | Andretti         | 1:02.888 | +1.374     | 12 |
| 13   | 21 | Bruno Senna            | Mahindra Racing  | 1:02.915 | +1.401     | 13 |
| 14   | 66 | Daniel Abt             | Audi Sport ABT   | 1:03.081 | +1.567     | 14 |
| 15   | 77 | Ma Qing Hua            | Team Aguri       | 1:03.655 | +2.141     | 15 |
| 16   | 6  | Loïc Duval             | Dragon Racing    | 1:03.787 | +2.273     | 16 |
| 17   | 12 | Mike Conway            | Venturi          | 1:04.798 | +3.284     | 17 |
| 18   | 23 | Nick Heidfeld          | Mahindra Racing  | 1:11.853 | +10.339    | 18 |

Notas:
- - Las primeras 5 posiciones de la parrilla van a ser determinadas por una Super Pole.

### Super Pole
| Pos. | Nº | Piloto            | Equipo           | Tiempo   | Diferencia | P. |
| ---- | -- | ----------------- | ---------------- | -------- | ---------- | -- |
| 1    | 2  | Sam Bird          | DS Virgin Racing | 1:01.616 | -          | 1  |
| 2    | 11 | Lucas di Grassi   | Audi Sport ABT   | 1:01.932 | +0.316     | 2  |
| 3    | 25 | Jean-Éric Vergne  | DS Virgin Racing | 1:01.993 | +0.377     | 3  |
| 4    | 4  | Stéphane Sarrazin | Venturi          | 1:02.550 | +0.934     | 4  |
| 5    | 8  | Nicolas Prost     | Renault e.Dams   | 1:02.709 | +1.093     | 5  |

## Carrera

### Resultados
| Pos. | Nº | Piloto                 | Equipo           | Vtas. | Tiempo/Retirado     | P. | Pts. |
| ---- | -- | ---------------------- | ---------------- | ----- | ------------------- | -- | ---- |
| 1    | 11 | Lucas di Grassi        | Audi Sport ABT   | 45    | 52:40.324           | 2  | 25   |
| 2    | 25 | Jean-Éric Vergne       | DS Virgin Racing | 45    | +0.853              | 3  | 18   |
| 3    | 9  | Sébastien Buemi        | Renault e.Dams   | 45    | +1.616              | 8  | 15   |
| 4    | 8  | Nicolas Prost          | Renault e.Dams   | 45    | +2.142              | 5  | 12   |
| 5    | 4  | Stéphane Sarrazin      | Venturi          | 45    | +3.044              | 4  | 10   |
| 6    | 2  | Sam Bird               | DS Virgin Racing | 45    | +3.856              | 1  | 11*  |
| 7    | 27 | Robin Frijns           | Andretti         | 45    | +5.141              | 6  | 6    |
| 8    | 55 | António Félix da Costa | Team Aguri       | 45    | +7.000              | 10 | 4    |
| 9    | 21 | Bruno Senna            | Mahindra Racing  | 45    | +8.433              | 13 | 2    |
| 10   | 66 | Daniel Abt             | Audi Sport ABT   | 45    | +9.479              | 14 | 1    |
| 11   | 7  | Jérôme d'Ambrosio      | Dragon Racing    | 45    | +10.738             | 11 |      |
| 12   | 23 | Nick Heidfeld          | Mahindra Racing  | 45    | Wheel               | 18 | 2*   |
| 13   | 88 | Oliver Turvey          | NEXTEV TCR       | 45    | +13.721             | 7  |      |
| 14   | 12 | Mike Conway            | Venturi          | 45    | +14.833             | 17 |      |
| 15   | 28 | Simona de Silvestro    | Andretti         | 45    | +16.049             | 12 |      |
| 16   | 1  | Nelson Piquet, Jr.     | NEXTEV TCR       | 39    | Oil leak/Electrical | 9  |      |
| Ret  | 77 | Ma Qing Hua            | Team Aguri       | 38    | Accident            | 15 |      |
| Ret  | 6  | Loïc Duval             | Dragon Racing    | 4     | Gearbox             | 16 |      |

Notas:
- - Tres puntos para el que marco la pole position (Sam Bird).
- - Dos puntos para el que marco la vuelta rápida en carrera (Nick Heidfeld).